# تشارلز ثيدور باتشيلبيل
تشارلز ثيدور باتشيلبيل (بالألمانية: Carl Theodorus Pachelbel) (و. 1690 – 1750 م) هو ملحن ألماني، ولد في شتوتغارت، توفي في تشارلستون، كارولاينا الجنوبية، عن عمر يناهز 60 عاماً.

## روابط خارجية
- تشارلز ثيدور باتشيلبيل على موقع ميوزك برينز (الإنجليزية)
- تشارلز ثيدور باتشيلبيل على موقع ديسكوغز (الإنجليزية)